# John Armstrong (cầu thủ bóng đá, sinh năm 1890)
John Busby Armstrong (23 tháng 9 năm 1890 – 13 tháng 12 năm 1950) là một cầu thủ bóng đá người Anh thi đấu ở vị trí tiền đạo.